# Atil
Atil község és település Mexikó Sonora államának északi részén. Lakossága 2010-ben 625 fő volt, a községközpontban 609-en éltek, a többi 16 fő hat, egyetlen házból álló településen (El Represo de los González, El Porvenir, La Susaneña, Santa Fe (Jesús Paz), Santo Niño de Atocha és Rancho Dos Hermanos).

## Fekvése
A település az Altar folyó északkelet–délnyugati irányú völgyében fekszik 560–570 m tengerszint feletti magasságban. A községhez tartoznak a völgy két oldalán emelkedő hegyoldalak is, délnyugati szélén emelkedik a Cerro del Gato („Macska-hegy”) nevű csúcs, keleti részén pedig az 1200 m-t is meghaladó Sierra Santa Teresa. A folyóvölgyben fekvő földek (melyek a község területének 6%-át teszik ki) mezőgazdasági hasznosítás alatt állnak, a többi terület növényzet nélküli vagy félsivatagos, bozótos. A rendkívül száraz és forró éghajlat miatt az Altaron kívül más állandó vízfolyása nincs, csak egy időszakos patak, a Guadalupe.

## Népesség
A község lakóinak száma a közelmúltban egy rövid időszakot kivéve lassan csökkent. A változásokat szemlélteti az alábbi táblázat:
| Év   | Lakosság |
| ---- | -------- |
| 1990 | 797      |
| 1995 | 777      |
| 2000 | 718      |
| 2005 | 734      |
| 2010 | 625      |

## Története
Az atili missziót 1751-ben alapította a jezsuita Jacobo Sedelmayer. A környéken korábban nomád életmódot folytató pima és nebome indiánok éltek, a település neve is a pima nyelvből származik, jelentése nyílhegy.
1756 és 1763 között itt élt Ignacio Pfefercorn atya, a Descripción de la Provincia de Sonora, azaz Sonora tartomány leírása című híres, 1795-ben megjelent mű szerzője. Eusebio Francisco Kino atya idején missziós templom is épült, mely ma már romos.
A 19. században a település az Altari Kerület része volt, majd a század végén szervezték önálló községgé. 1930-ban önállóságát elvesztette és Altar község része lett, de egy 1934. december 24-én kelt törvény újra önállóvá tette.

## Élővilág
A száraz éghajlat miatt a növényzet szegényes. A legnagyobb területen szárazságtűrő bozótok, kaktuszok nőnek. Állatai közül megemlítendők: a kaliforniai üregteknős, a kaméleonfélék, a leopárdleguán, a víbora chicotera nevű kígyó, a csörgőkígyók, a fehérfarkú szarvas, a kanadai vadjuh, a nyulak, a szürke rókák, a tlacuache, a bűzösborzfélék, a különféle rágcsálók, galambok, baglyok, harkályfélék, a kardinálispinty, a rőtfarkú ölyv és a vándorsólyom.